# جورجي بياتاكوف
جورجي (يوري) ليونيدوفيتش بياتاكوف (6 أغسطس 1890 - 30 يناير 1937) (بالروسية: Георгий Леонидович Пятаков) هو زعيم ثوري بلشفي، وسياسي خلال الثورة الروسية.

## مسيرته
بدأ النشاط السياسي متشبعا بالفكر الأناركي بينما كان في المدرسة الثانوية، لكنه انضم إلى حزب العمال الديمقراطي الاشتراكي الروسي سنة 1910. وفي عام 1912 انضم إلى الفصيل البلشفي. تم اعتقاله ونفيه إلى سيبيريا في عام 1912 مع شريكته «يفجينيا بوش»، لكنهم سرعان ما فرّا وشقّا طريقهما إلى سويسرا حيث انضما إلى المجتمع الثوري للمهاجرين. بقيا معا حتى انتحرت بوش في عام 1925.
تعاون مع نيكولاي بوخارين من خلال المشاركة في تأليف الفصل الخاص بـ «الفئات الاقتصادية للرأسمالية في الفترة الانتقالية» في اقتصاديات فترة التحول، والذي تم نشره عام 1920.
تولى بياتاكوف مسؤولية إدارة صناعة تعدين الفحم بحوض دونيتس في عام 1921، وأصبح نائبًا لرئيس لجنة تخطيط الدولة في جوسبلان (Gosplan) في جمهورية روسيا الاتحادية الاشتراكية السوفيتية عام 1922، ونائب رئيس المجلس الأعلى للاقتصاد الوطني في الاتحاد السوفيتي.

## روابط خارجية
- جورجي بياتاكوف على موقع الموسوعة البريطانية (الإنجليزية)
- Biography
- Mentioning of Leonid Pyatakov نسخة محفوظة 11 أبريل 2018 على موقع واي باك مشين.
- Biography of his brother Leonid